# CRAZY FOR YOU (古内東子のアルバム)
『CRAZY FOR YOU』（クレイジー・フォー・ユー）は、古内東子のカバー・アルバム。2001年11月21日にソニー・レコードからリリース（CD：SRCL-5213）。

## 解説
80年代の洋楽を中心に、ウィンターシーズンに向けリリースされたカバー・アルバム。

## 収録曲
1. CRAZY FOR YOU （Madonna）
2. ONE ON ONE （Daryl Hall & John Oates）
3. OUTSTANDING （The Gap Band）
4. SEPARATE LIVES （Phil Collins）
5. You got it all （The Jets）
6. MERCEDES BOY （Pebbles）
7. HEAVEN HELP ME （Deon Estus）
8. Between the sheets （Isley Brothers）
9. SHOWER ME WITH YOUR LOVE （Surface）
10. LAST CHRISTMAS （Wham!）
11. IN MY LIFE（「最後の家族」version） （The Beatles）